# エスタディオ・メトロポリターノ・ロベルト・メレンデス
エスタディオ・メトロポリターノ・ロベルト・メレンデス（Estadio Metropolitano Roberto Meléndez）は、コロンビアの都市バランキージャにある多目的スタジアム。フットボル・プロフェシオナル・コロンビアーノに所属するアトレティコ・ジュニオールの本拠地。2001年に改修工事が行われた。

## スタジアム建設までの経緯
このスタジアムが完成する以前のバランキージャにはエスタディオ・ロメリオ・マルティネスという収容人数1万人のスタジアムしか所有していなかったが、1948年にフットボル・プロフェシオナル・コロンビアーノが開幕し更に大きなスタジアムが必要となった。1970年代初頭にエスタディオ・ロメリオ・マルティネスに屋外観覧席を設置することで収容能力の向上を図ろうとしたが、この計画を遂行するためにはスタジアムの横を通る72番通りの幅員を狭めなければならない為中止となった。
暫くして代替案が出されたが、それは隣接する出来たばかりの集会場を取り壊してそこに増築しようというものであった。しかしこの計画には地方新聞等が強く批判したため中断された。その後様々な調査により適当な拡張方法を模索したが折り合いがつかず、結局新しいスタジアムを建設することで決着した。

## 名前
スタジアム名称にある「ロベルト・メレンデス」とは、プロ化以前のコロンビアサッカーにおいて多大な貢献をしたサッカー選手の名前であり、1991年頃に改名された。ロベルト・メレンデスは1930年代にジュニオールの前身であるバランキージャ・フベントゥ・ジュニオール (Barranquilla Juventud Junior) に所属した。コロンビアのサッカー選手で初めて海外のクラブに移籍した人物でもある。2005年に死去。

## 設備
4つのロッカールームと8つのバスルーム、27部屋のラジオブースとビデオ編集室がある。駐車場は1,600台駐車可能。
南と北にそれぞれ韓国とベトナムに関するギャラリーがある。これは20世紀に戦争による被害を受けたアジア諸国を記念して設置された。

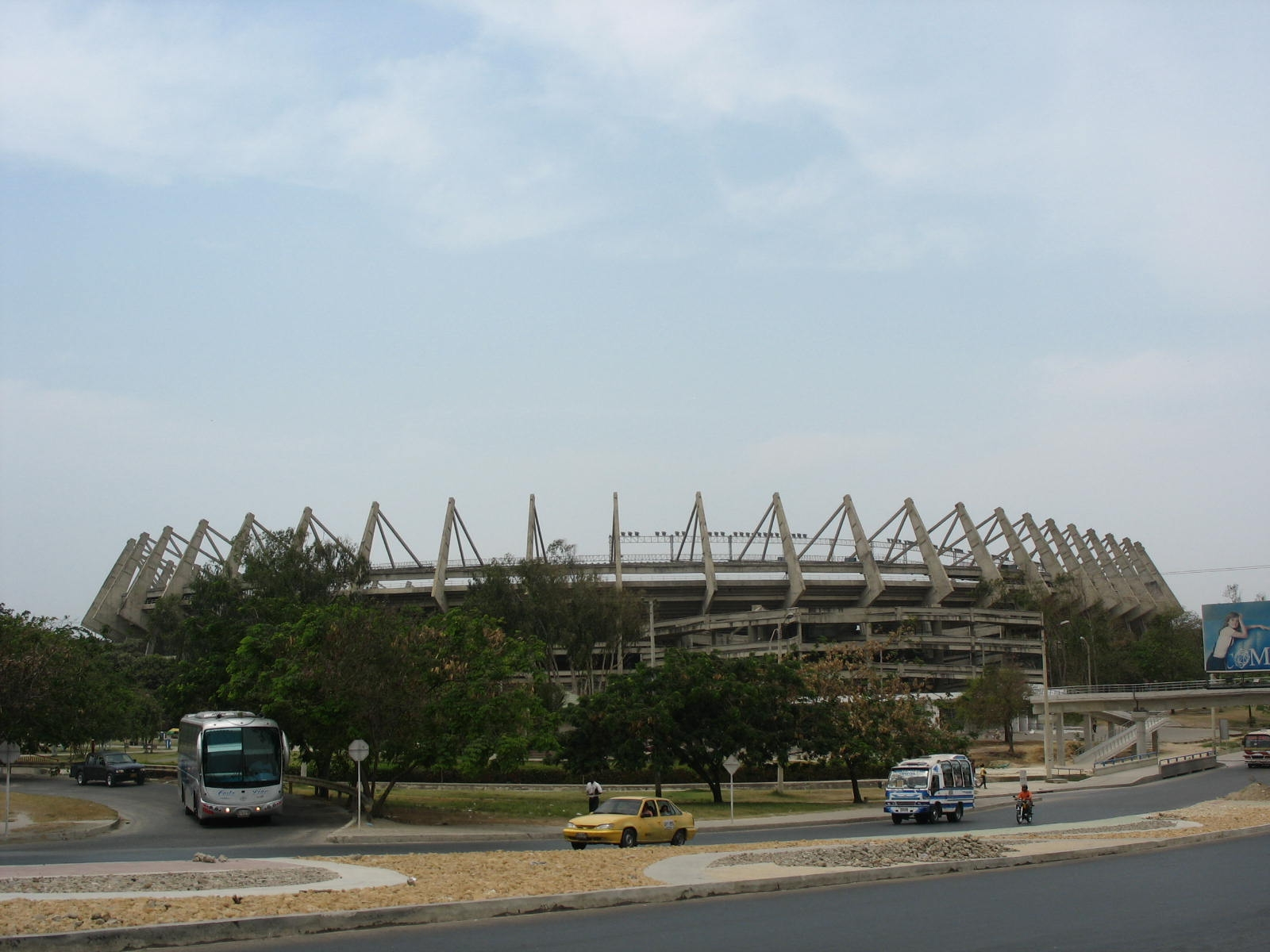
スタジアム外観